# Vidbjärn

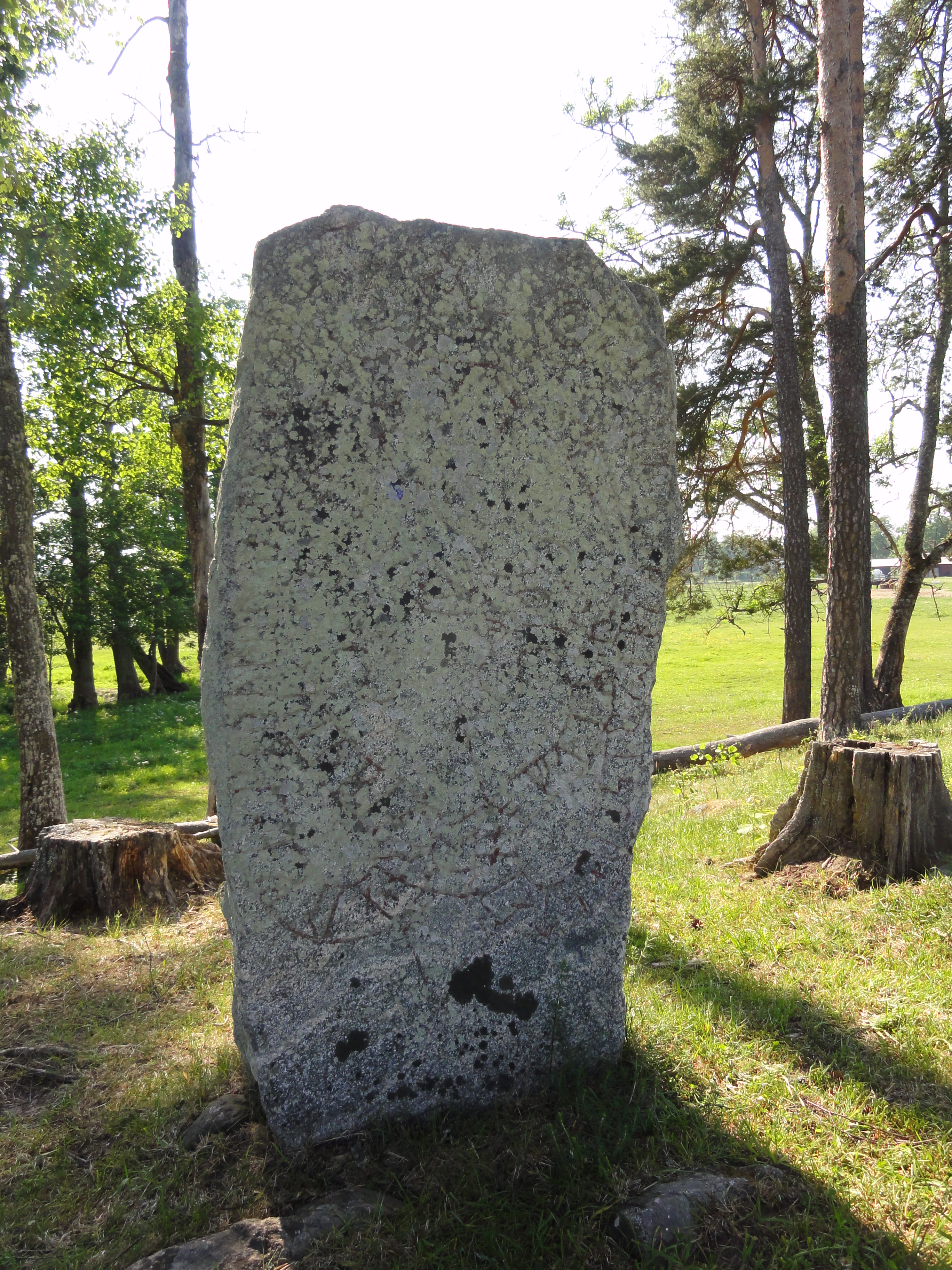
Runsten utförd av Vibjärn.

Vidbjärn eller Vidbjörn var en svensk runristare.
Vidbjärn har ristat och signerat en runsten U 524 i Penningby, Länna socken i Uppland och han har av Erik Brate dessutom tillskrivits en likartad runsten U 579 i Hårnacka i Estuna socken. 

## Signerade stenar
- U 524: × uiþbiarn × iak × (Viðbjǫrn hjó.)
- U 870[1]: ...(þ)biarn : hiu (... [Au]ðbjǫrn(?)/[Vi]ðbjǫrn(?) hjó.)
- U 579[2] : • uiþabiarn : arfi : kuþabiarnao : ri t -:- - ... - - ftiʀ : (Viðbiorn, arfi Guðbiarnar, rett[i stæin ce]ftin)

## Attributerade  ristningar
U 527, U 530, U 574, U 575, U 576, U 580, U 1013
|       |
| U 524 |

|       |
| U 579 |

|       |
| U 870 |